# Haanina pelewensis
Haanina pelewensis är en kackerlacksart som först beskrevs av Henri Saussure 1895.  Haanina pelewensis ingår i släktet Haanina och familjen jättekackerlackor.

## Underarter
Arten delas in i följande underarter:
- H. p. pelewensis
- H. p. atropunctata